# Підбузька селищна рада
| Підбузька селищна рада — орган місцевого самоврядування у Дрогобицькому районі Львівської області з адміністративним центром у смт Підбуж. Історична дата утворення: в 1939 році. Водоймища на території, підпорядкованій даній раді: річки Бистриця, Сторонянка. Селищній раді підпорядковані населені пункти: - смт Підбуж - с. Сторона |

## Склад ради
Рада складається з 20 депутатів та голови.

### Керівний склад ради
| ПІБ                         | Основні відомості                                                                                             | Дата обрання | Дата звільнення |
| --------------------------- | --- | ------------ | --------------- |
| Марич Петро Степанович      | Селищний голова, 1962 року народження, освіта, безпартійний                                                   | 26.03.2006   | 31.10.2010      |
| Кугівчак Степан Ярославович | Селищний голова, 1968 року народження, освіта середня спеціальна, член Партії Християнсько-Демократичний Союз | 31.10.2010   |                 |

Примітка: таблиця складена за даними джерела